# RL电路
RL电路，全称电阻-电感电路（英語：Resistor-inductor circuit），或称RL滤波器、RL网络，是最简单的无限脉冲响应电子滤波器。它由一个电阻器、一个电感元件串联或并联组成，并由电压源驱动。

## 概论
最基本的被动线性元件为电阻器（R）、电容器（C）和电感元件（L）。这些元件可以被用来组成4种不同的电路：RC电路、RL电路、LC电路和RLC电路，这些名称都缘于各自所使用元件的英语缩写。它们体现了一些对于模拟电子技术来说很重要的性质。它们都可以被用作被动滤波器。本条目主要讲述RL电路串联、并联状态的情况。
在实际应用中通常使用电容器（以及RC电路）而非电感来构成滤波电路。这是因为电容更容易制造，且元件的尺寸普遍更小。

## 复阻抗
具有电感L（以亨利为单位）的电感元件的复阻抗ZL（以欧姆为单位）为：
{\displaystyle Z_{L}\ =\ Ls}
复频率s是一个复数，
{\displaystyle s\ =\ \sigma +j\omega }
这里
- j表示虚数单位:

{\displaystyle j^{2}=-1}
- {\displaystyle \sigma \ }为指数衰减常数（以每秒弧度为单位），且
- {\displaystyle \omega \ }为角频率（以每秒弧度为单位）

### 示性函数
复数函数示性函数（Eigenfunctions）对所有线性时不变系统（linear time-invariant, LTI）有以下的形式：
{\displaystyle V(t)\ =\ \mathbf {A} e^{st}\ =\ \mathbf {A} e^{(\sigma +j\omega )t}\ }，若令{\displaystyle \mathbf {A} \ =\ Ae^{j\phi }}，则可重写为{\displaystyle \ =\ Ae^{j\phi }e^{(\sigma +j\omega )t}}，合并复数指数后得到{\displaystyle \ =\ Ae^{\sigma t}e^{j(\omega t+\phi )}}
通过复数的欧拉公式，示性函数的实部为指数衰减的正弦值：
{\displaystyle v(t)\ =\ \mathrm {Re} \left\{V(t)\right\}\ =\ Ae^{\sigma t}\cos(\omega t+\phi )}

### 正弦稳定状态
正弦稳定状态是当输入电压仅包含纯的正弦信号的特殊情况，即不存在指数衰减。因此：
{\displaystyle \sigma \ =\ 0}
且s的值变为：
{\displaystyle s\ =\ j\omega }

## 串联

RL电路的串联形式

如果把整个RL电路看做一个按阻抗进行分压的系统，则电感元件“分得”的电压为：
{\displaystyle V_{L}(s)={\frac {Ls}{R+Ls}}V_{in}(s)}
电阻器“分得”的电压为：
{\displaystyle V_{R}(s)={\frac {R}{R+Ls}}V_{in}(s)}.

### 电流
由于是串联电路，因此电路处处电流相等，且为：
{\displaystyle I(s)={\frac {V_{in}(s)}{R+Ls}}}.

### 传递函数
电感元件的传递函数为：
{\displaystyle H_{L}(s)={V_{L}(s) \over V_{in}(s)}={Ls \over R+Ls}=G_{L}e^{j\phi _{L}}}
类似的，电阻器的传递函数为：
{\displaystyle H_{R}(s)={V_{R}(s) \over V_{in}(s)}={R \over R+Ls}=G_{R}e^{j\phi _{R}}}

#### 极点和零点
两个传输函数都有一个极点位于：
{\displaystyle s=-{R \over L}}
另外，电感元件在原点处有一个零点。

### 增益和相位
通过代入上面的表达式，可以求得两个组件的增益为：
{\displaystyle G_{L}=|H_{L}(s)|=\left|{\frac {V_{L}(s)}{V_{in}(s)}}\right|={\frac {\omega L}{\sqrt {R^{2}+\left(\omega L\right)^{2}}}}}
且
{\displaystyle G_{R}=|H_{R}(s)|=\left|{\frac {V_{R}(s)}{V_{in}(s)}}\right|={\frac {R}{\sqrt {R^{2}+\left(\omega L\right)^{2}}}}},
相位为：
{\displaystyle \phi _{L}=\angle H_{L}(s)=\tan ^{-1}\left({\frac {R}{\omega L}}\right)}
且
{\displaystyle \phi _{R}=\angle H_{R}(s)=\tan ^{-1}\left(-{\frac {\omega L}{R}}\right)}.

### 相量表示
通常用相量代替上面的式子来表达输出：
{\displaystyle V_{L}=G_{L}V_{in}e^{j\phi _{L}}}
{\displaystyle V_{R}=G_{R}V_{in}e^{j\phi _{R}}}.

### 脉冲响应
每一种电压的冲激响应是对应传输函数的反拉普拉斯变换。它代表电路对于包含脉冲或狄拉克δ函数的输入电压的响应。
电感元件电压的响应为：
{\displaystyle h_{L}(t)=\delta (t)-{R \over L}e^{-tR/L}u(t)=\delta (t)-{1 \over \tau }e^{-t/\tau }u(t)}
这里u(t)是单位阶跃函数且
{\displaystyle \tau ={L \over R}}为时间常数。
类似的，电阻器电压的响应为：
{\displaystyle h_{R}(t)={R \over L}e^{-tR/L}u(t)={1 \over \tau }e^{-t/\tau }u(t)}

### 零输入响应
RL电路的零输入响应（Zero input response， ZIR）描述了电路在不连接输入信号源的情况下、达到稳定电压和电流时的工作状态。因为它没有外接输入信号，因此得名。
一个RL电路的零输入响应为：
{\displaystyle i(t)=i(0)e^{-(R/L)t}=i(0)e^{-t/\tau }\!\ }.
其中{\displaystyle \tau }是时间常数。

## 并联

RL电路的并联形式

除非连接到电流源，RL电路的并联形式很少引起人们的兴趣。这主要是因为输出电压{\displaystyle V_{out}}等于输入电压{\displaystyle V_{in}}，这样，整个电路并未能充当一个电压信号的滤波器。
复阻抗为：
{\displaystyle I_{R}={\frac {V_{in}}{R}}}
且
{\displaystyle \,\!I_{L}={\frac {V_{in}}{j\omega L}}=-{\frac {jV_{in}}{\omega L}}}.
这表明电感元件在相位上落后电阻器（以及输入信号）90度。
RL电路的并联形式经常在放大器电路的输出级上，使放大器与负载隔离。由于电容器引入的相移，有些放大器在高频的情况会变得不稳定，容易产生振荡。这会影响电器功能（例如音响的音效品质）和其使用寿命（特别是对晶体管来说），所以应当尽量避免。